# Theo Härder
Theo Härder (* 28. August 1945 in Bad Neustadt an der Saale) ist ein deutscher Informatiker und Professor an der Universität Kaiserslautern.

## Leben
Theo Härder studierte bis 1971 Elektrotechnik an der Technischen Hochschule Darmstadt und promovierte dort 1975. Der Titel seiner Dissertation lautete „Das Zugriffszeitverhalten von Relationalen Datenbanksystemen“. Ein Jahr später ging er an das IBM Research Center in San Jose. 1977 wurde er Professor am Fachbereich Informatik der TH Darmstadt. 1980 folgte er dem Ruf an die Universität Kaiserslautern, wo er seitdem im Fachbereich Informatik forscht und lehrt.

## Leistungen
Theo Härder wurde mehrfach ausgezeichnet für außerordentliche wissenschaftliche Leistungen auf dem Gebiet der Datenbanktechnologie. Er war unter anderem an der Entwicklung des System R, des ersten  relationalen Datenbankmanagementsystems beteiligt.
Härder erarbeitete zusammen mit Andreas Reuter ein Verarbeitungsmodell für Transaktionen in (verteilten) Datenbanken, das unter dem Acronym ACID (atomicity, consistency, isolation, durability) Verwendung findet.

## Veröffentlichungen
- Datenbanksysteme – Konzepte und Techniken der Implementierung, Theo Härder und Erhard Rahm, Berlin New York Tokyo, Springer, 1999
- Datenbanksysteme – Konzepte und Techniken der Implementierung, Theo Härder und Erhard Rahm, Berlin New York Tokyo, Springer, 2. Auflage, 2001

## Auszeichnungen
- Konrad-Zuse-Medaille für Verdienste um die Informatik, 2001
- Ehrendoktorwürde der Universität Oldenburg, 2002